# Jaquelin Taylor Robertson
Jaquelin Taylor Robertson (Richmond, Virginia, 20 de marzo de 1933 – East Hampton, Nueva York, 9 de mayo de 2020) fue un arquitecto y urbanista estadounidense.
Hijo de una família aristocrática de Virgínia, se convirtió en uno de los defensores más importantes del diseño urbano de Nueva York. Su infancia se dividió entre China y el estado de Virgínia, donde su padre, de profesión diplomático, ejerció como enviado especial del Servicio Exterior en los años 40. Estudió en la escuela de arquitectura de Yale, donde se graduó con un máster en 1961. Robertson se casó con Anya Sonn el año 1964. En Nueva York comenzó su carrera profesional trabajando para el arquitecto Edward Larrabee Barnes, donde permaneció hasta que conoció a John V Lindsay, hecho que le permitió acercarse a la arquitectura en términos de servicio público. Fue conocido como uno de los jóvenes y ambiciosos diseñadores que se concentraron alrededor de Lindsay cuando fue elegido alcalde de Nueva York en el 1965. Una de sus contribuciones más significativas fue la fundación del 'Urban Design Group', una agencia municipal destinada especialmente a mejorar el diseño del espacio público de la ciudad. El grupo incluía los arquitectos Richard Weinstein, Alexander Cooper, Jonathan Barnett i Myles Weintraub. Robertson se convertiría en el primer director de la Oficina de Planeamiento y Desarrollo de la Alcaldía, ejerciendo una importante influencia sobre las cuestiones de planificación urbana de la ciudad. Tras una etapa en la Comisión de Planificación de la ciudad de Nueva York, Robertson trabajó brevemente para Arlen Realty en Nueva York, ayudando al desarrollo de la torre olímpica de Midtown, uno de los primeros rascacielos de uso mixto construidos gracias a las regulaciones urbanísticas de las que había formado parte.
En 1975 aceptó la invitación del sah de Irán Mohammad Reza Pahlavi para trasladarse a Teherán y diseñar una nueva ciudad, Shahestan Pahlavi, en la que intentaría integrar elementos del diseño tradicional persa en la arquitectura moderna. El proyecto no se llegó a construir, a causa de la caída del sah el 1979. Con el advenimiento de la revolución islámica el febrero de 1979, Robertson se vio obligado a volver a los Estados Unidos.
Durante la siguiente década dividió su tiempo entre Nueva York, donde creó un estudio profesional junto al arquitecto Peter Eisenman; y Charlottesville (Virgínia), donde ejerció como degano de la Escuela de Arquitectura de la Universidad de Virgínia. En 1988 dejó el cargo de degano y volvió a Nueva York a tiempo completo. Ese mismo año, Robertson y Eisenman se separarían. Robertson formó un nuevo despacho llamado "Cooper Robertson", junto a Alexander Cooper, antiguo alumno de Lindsay. La firma continúa hoy en día en activo con presencia en el diseño estadounidense de equipamientos educativos y museos. 
Robertson tuvo un papel activo en diferentes proyectos de gran escala, como el diseño de Celebration (Florida), la nueva ciudad desarrollada por The Walt Disney Company, cerca de los parques temáticos de la compañía; la WaterColor, una comunidad diseñada en la costa de Florida; o parte del planeamiento de New Albany (Ohio), una comunidad suburbana de lujo fuera de Columbus promovida por el magnate minorista Leslie Wexner. Robertson también desarrolló algunos encargos singulares como arquitecto de residencias privadas, entre las que destacan clientes como los financieros Henry Kravis y Leon Black, quienes le encargaron el diseño de varias casas; el productor discográfico Ahmet Ertegün y su mujer Mica Erteun; el constructor de centros comerciales y propietario de Sotheby's, Alfred Taubman; o el productor de la CBS News Don Hewitt.
El mayo de 2020 murió en su residencia, en East Hampton, Nueva York, con ochenta y siete años a causa de complicaciones derivadas del Alzheimer.

## Reconocimientos
La casa que diseñó para Marshall Rose en East Hampton recibió en 1991 un premio nacional de diseño del Instituto Americano de Arquitectos. Otro de los proyectos de Cooper Robertson, el diseño de Battery Park City en el bajo Manhattan, ganó uno de los premios de diseño urbano del mismo instituto. Cooper Robertson fue la primera firma de arquitectura que ganó premios nacionales tanto de arquitectura como de diseño urbano el mismo año. Robertson recibió la medalla Thomas Jefferson en arquitectura el 1998 y el premio Driehaus, un premio internacional a la distinción en arquitectura tradicional, el 2007.